# Lapidellatura
La lapidellatura (o lapidatura) è una lavorazione meccanica di finitura superficiale eseguita asportando il materiale tramite abrasione, attraverso delle macchine chiamate lapidatrici.
Lo scopo della lavorazione è quello di ottenere superfici perfettamente planari e un'ottima finitura superficiale. Le superfici così trattate si presentano lisce e lucide.
La lapidellatura è una lavorazione che si accosta alla rettifica, dove però diverge lo scopo primario:
nella prima lo scopo primario è quello di ottenere la migliore planarità tecnicamente realizzabile, nella seconda quella di ottenere la quota di lavorazione nominale (comunque con un buon grado di finitura).

## Caratteristiche
Le superfici lapidellate presentano errori di planarità che vanno dai 0,001 a 0,003 millimetri; inoltre tali superfici possono presentare livelli di rugosità intorno al micron (<0,001 mm).

## Lapidatrice
La lapidatrice, più comunemente chiamata "lapidello", è la macchina che realizza la lapidellatura.
Sebbene queste macchine utilizzino tutte il principio dell'abrasione meccanica, quest'ultima può essere realizzata in varie modalità:
- polvere o pasta abrasiva smossa da tazze metalliche (es. di ghisa, ottone o rame) di recente anche con paste micrometriche di microgranuli di carburi di tungsteno, carburundum, e polveri di metalli extraduri fino anche a polveri diamantate;
- polvere abrasiva emulsionata in acqua o olio minerale o anche petrolio, anch'essa smossa da tazze metalliche non rivestite;
- mole abrasive composite a tazza a grana finissima.

Normalmente le lapidatrici assomigliano nella struttura a delle macchine fresatrici verticali: il pezzo da lavorare viene fissato su una tavola fissa, mediante il bloccaggio in morsa o meglio mediante un piano a magneti permanenti, sia meccanico che elettromeccanico, mentre una testa mobile (dove è fissata la tazza) può scorrerne la superficie con movimento radiale a bandiera. Muovendo avanti e indietro la testa, la tazza schiaccia e trascina la mola con l'abrasivo sulla superficie da lavorare, asportando le parti a quota più elevata.
Per avere una lavorazione ottimale è opportuno ad ogni passata sbloccare il pezzo e riposizionarlo poi ruotato di 90 ° onde avere una lavorazione incrociata a beneficio non solo della rugosità finale ma anche con un ottimale parallelismo delle facce lavorate.
Tale accorgimento è necessario in quanto la mola rotante è montata a sbalzo su di un braccio a bandiera, similmente ai trapani radiali, ma essendo di solito il montante di dimensioni abbastanza contenute rispetto al diametro del cuscinetto della bandiera portamola si origina, soprattutto con macchine usate, una flessione laterale che si ripercuote sulla complanarità della faccia che risulterà finemente rettificata ma non uniformemente parallela.
Al termine della lavorazione incrociata la superficie si presenterà perfettamente piana e parallela.
A Trieste, nella Fabbrica Macchine Sant'Andrea (fabbrica che produceva e riparava i grandi motori marini), oramai demolita per far posto al Palazzo della Marineria ed alla nuova piscina Bruno Bianchi, si faceva comunemente la lavorazione di lapidellatura con dei lapidelli a mano, simili alle smerigliatrici che il tecnico, servendosi di un piano di riscontro o la dima adatta e con l'azzurramento della superficie da lavorare, eseguiva la rettifica della superficie stessa.

## Applicazioni
Per le sue peculiarità, la lapidellatura è usata ad esempio nella fabbricazione di:
- calibri
- rulli e sfere di scorrimento
- piani campione
- piani di appoggio di stampi di trancia e imbutitura
- prismi e blocchi di supporto per adattamento degli stampi nelle presse meccaniche o oleodinamiche.